# Жак Франсоа Дюгомие
Жак Франсоа Дюгомие (на френски: Jacques François Dugommier) е френски офицер, дивизионен генерал.
Роден е на 1 август 1738 година в Троа Ривиер, Гваделупа, в семейството на висш служител на френската колониална администрация. Постъпва в армията в ранна възраст и служи в продължение на 25 години, проявявайки се в Седемгодишната война, след което се оттегля в именията си в Гваделупа. След началото на Френската революция е активен в прореволюционните среди в колониите, а през 1792 година е избран за депутат в Конвента и отива в Европа. Командва френските войски при превземането на Тулон в края на 1793 година, а след това е начело на Източнопиренейската армия.
Жак Франсоа Дюгомие е убит на 18 ноември 1794 година при Пон де Молинс, по време на битката в Сиера Негра.